# Châteauvillain
Châteauvillain és un municipi francès situat al departament de l'Alt Marne i a la regió del Gran Est. L'any 2007 tenia 1.646 habitants.

## Demografia

### Població
El 2007 la població de fet de Châteauvillain era de 1.646 persones. Hi havia 632 famílies de les quals 180 eren unipersonals (88 homes vivint sols i 92 dones vivint soles), 212 parelles sense fills, 216 parelles amb fills i 24 famílies monoparentals amb fills.
La població ha evolucionat segons el següent gràfic:
Habitants censats

### Habitatges
El 2007 hi havia 807 habitatges, 651 eren l'habitatge principal de la família, 54 eren segones residències i 102 estaven desocupats. 740 eren cases i 61 eren apartaments. Dels 651 habitatges principals, 434 estaven ocupats pels seus propietaris, 189 estaven llogats i ocupats pels llogaters i 28 estaven cedits a títol gratuït; 5 tenien una cambra, 17 en tenien dues, 76 en tenien tres, 214 en tenien quatre i 339 en tenien cinc o més. 464 habitatges disposaven pel capbaix d'una plaça de pàrquing. A 336 habitatges hi havia un automòbil i a 245 n'hi havia dos o més.

### Piràmide de població
La piràmide de població per edats i sexe el 2009 era:
| Homes | Edats   | Dones |
| ----- | ------- | ----- |
| 0     | 95 o +  | 8     |
| 4     | 90 a 94 | 20    |
| 16    | 85 a 89 | 40    |
| 16    | 80 a 84 | 8     |
| 48    | 75 a 79 | 40    |
| 44    | 70 a 74 | 56    |
| 48    | 65 a 69 | 72    |
| 36    | 60 a 64 | 16    |
| 32    | 55 a 59 | 28    |
| 44    | 50 a 54 | 48    |
| 36    | 45 a 49 | 48    |
| 72    | 40 a 44 | 76    |
| 68    | 35 a 39 | 48    |
| 52    | 30 a 34 | 56    |
| 52    | 25 a 29 | 56    |
| 44    | 20 a 24 | 32    |
| 52    | 15 a 19 | 44    |
| 56    | 10 a 14 | 52    |
| 60    | 5 a 9   | 52    |
| 68    | 0 a 4   | 20    |

## Economia
El 2007 la població en edat de treballar era de 988 persones, 716 eren actives i 272 eren inactives. De les 716 persones actives 630 estaven ocupades (357 homes i 273 dones) i 86 estaven aturades (34 homes i 52 dones). De les 272 persones inactives 97 estaven jubilades, 79 estaven estudiant i 96 estaven classificades com a «altres inactius».

### Ingressos
El 2009 a Châteauvillain hi havia 656 unitats fiscals que integraven 1.548,5 persones, la mediana anual d'ingressos fiscals per persona era de 16.143 €.

### Activitats econòmiques
Dels 83 establiments que hi havia el 2007, 3 eren d'empreses extractives, 2 d'empreses alimentàries, 1 d'una empresa de fabricació de material elèctric, 3 d'empreses de fabricació d'altres productes industrials, 11 d'empreses de construcció, 21 d'empreses de comerç i reparació d'automòbils, 4 d'empreses de transport, 6 d'empreses d'hostatgeria i restauració, 5 d'empreses d'informació i comunicació, 3 d'empreses financeres, 4 d'empreses immobiliàries, 2 d'empreses de serveis, 9 d'entitats de l'administració pública i 9 d'empreses classificades com a «altres activitats de serveis».
Dels 28 establiments de servei als particulars que hi havia el 2009, 1 era una oficina d'administració d'Hisenda pública, 1 gendarmeria, 1 oficina de correu, 2 oficines bancàries, 3 tallers de reparació d'automòbils i de material agrícola, 2 paletes, 1 guixaire pintor, 3 fusteries, 1 lampisteria, 2 electricistes, 4 perruqueries, 1 veterinari i 6 restaurants.
Dels 6 establiments comercials que hi havia el 2009, 1 era un hipermercat, 1 una gran superfície de material de bricolatge, 2 fleques, 1 una peixateria i 1 una botiga de material de revestiment de parets i terra.
L'any 2000 a Châteauvillain hi havia 31 explotacions agrícoles que ocupaven un total de 3.375 hectàrees.

## Equipaments sanitaris i escolars
L'únic equipament sanitari que hi havia el 2009 era una farmàcia.
El 2009 hi havia 1 escola maternal i 1 escola elemental. Châteauvillain disposava d'un col·legi d'educació secundària amb 225 alumnes.

## Poblacions més properes
El següent diagrama mostra les poblacions més properes.